# Anthochaera
Az Anthochaera a madarak osztályának a verébalakúak (Passeriformes) rendjébe, ezen belül a mézevőfélék (Meliphagidae) családjába tartozó  nem.

## Rendszerezésük
A nemet Nicholas Aylward Vigors és Thomas Horsfield írták le 1827-ben, az alábbi fajok tartoznak ide:
- fahéjszárnyú lebenyesmadár (Anthochaera chrysoptera)
- nyugati lebenyesmadár (Anthochaera lunulata)
- kockás mézevő (Anthochaera phrygia[1] vagy Xanthomyza phrygia)[2]
- piroscsüngős lebenyesmadár (Anthochaera carunculata)
- sárgacsüngős lebenyesmadár (Anthochaera paradoxa)

## Előfordulásuk
Ausztrália területén honosak. Természetes élőhelyeik az erdők, szavannák és cserjések.

## Megjelenésük
Testhosszuk 24-50 centiméter közötti. Nevüket pofájukon logó bőrlebenyről kapták.